# Synagoge Büdesheim (Schöneck)
Die Synagoge in Büdesheim, einem Ortsteil der Gemeinde Schöneck im Main-Kinzig-Kreis in Hessen, wurde 1865/66 errichtet. Die Synagoge befand sich in der ehemaligen Speckgasse, heute Riedstraße 8. Auf dem Grundstück wurde auch das jüdische Gemeindehaus erstellt, in dessen Keller sich die Mikwe befand.

## Beschreibung
Das Synagogengebäude, das nach Plänen des Büdesheimer Architekten Johann Peter Thyriot (1833–1917) erbaut wurde, war 7,5 m lang und 6,2 m breit. Die Seitenwände standen auf einem über den Erdboden hinausreichenden, umlaufenden Sockel. Jeweils zwei Rundbogenfenster waren an der Nord-, West- und Ostseite angebracht. Die Synagoge hatte ein Walmdach mit Biberschwanzdeckung.
Die Synagoge hatte 26 Plätze für Männer und 16 für Frauen.

## Zeit des Nationalsozialismus
Die Synagoge wurde beim Novemberpogrom 1938 durch SA-Männer bis auf die Grundmauern zerstört.

## Bauzeichnungen

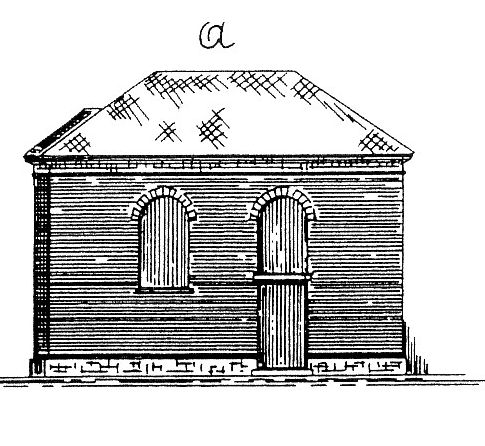
Ansicht nach Norden
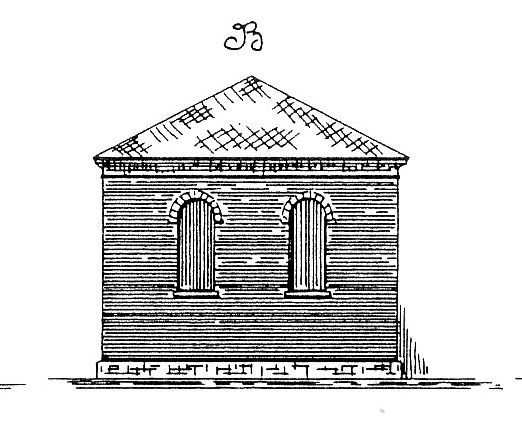
Ansicht nach Westen
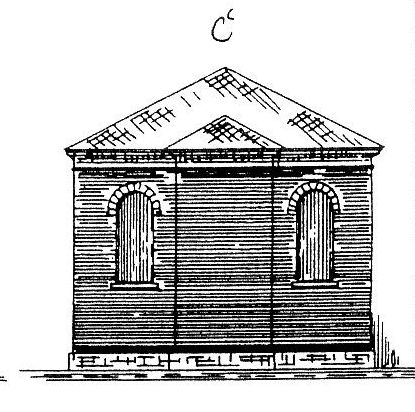
Ansicht nach Osten
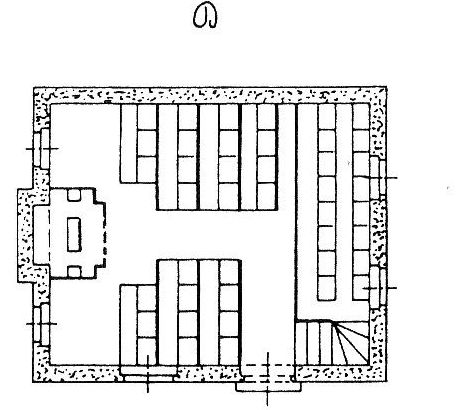
Grundriss
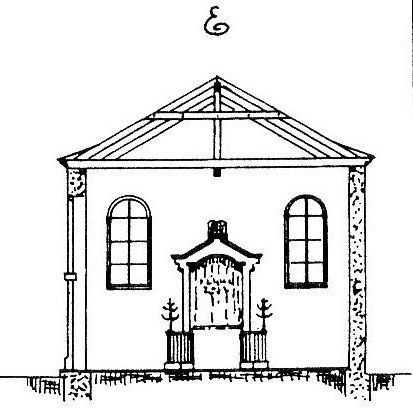
Querschnitt mit Blick zum Toraschrein